# Selenophanes theogenis
Selenophanes theogenis är en fjärilsart som beskrevs av Hans Fruhstorfer 1910. Selenophanes theogenis ingår i släktet Selenophanes och familjen praktfjärilar. Inga underarter finns listade i Catalogue of Life.